# Sydney Law School

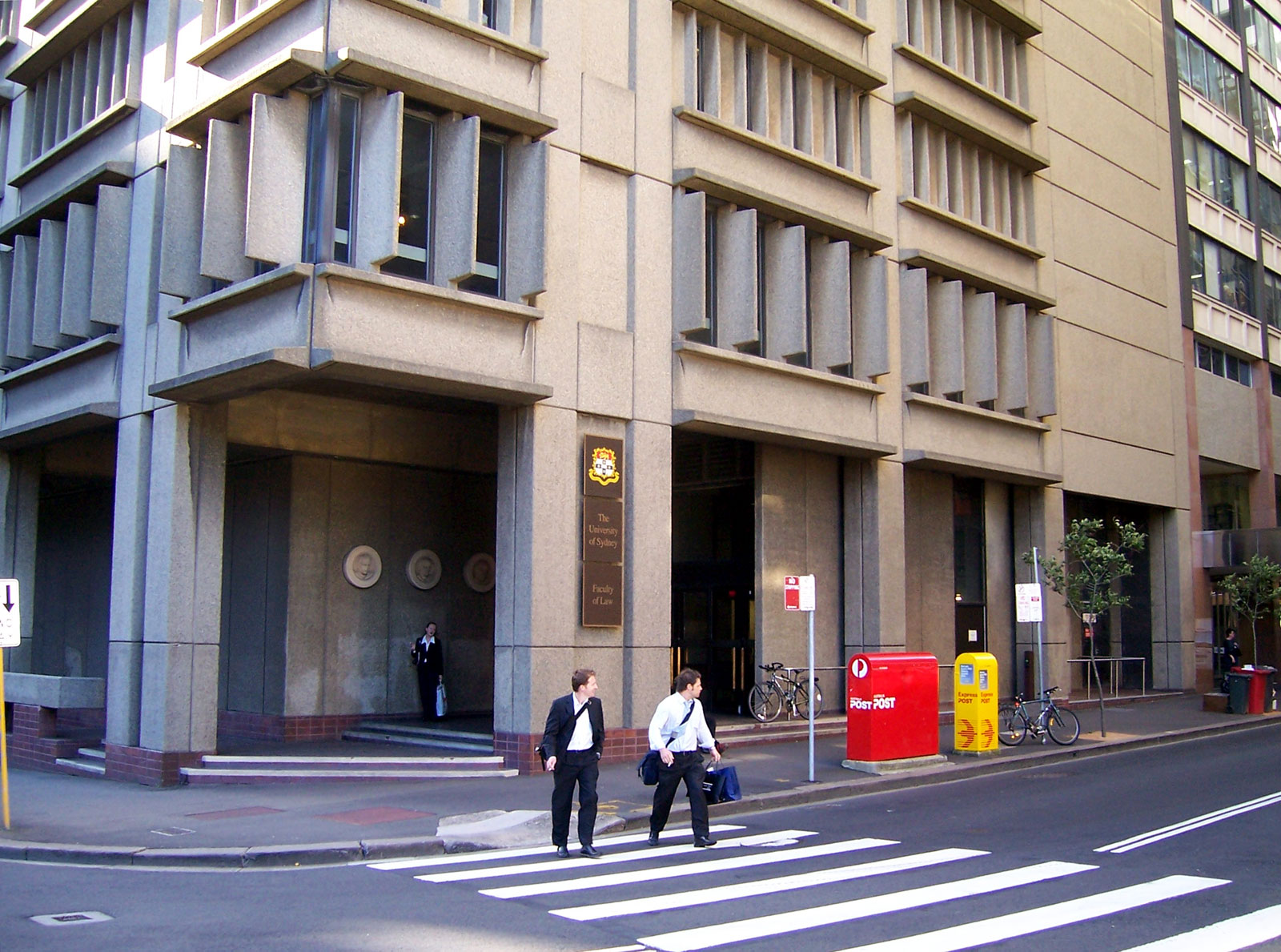
Siedziba Sydney Law School

Sydney Law School – wydział prawa Uniwersytetu w Sydney. 
Został założony w 1855 roku. Działalność rozpoczął w 1859, jednak przez pierwsze 30 lat istnienia zajmował się raczej egzaminowaniem niż uczeniem studentów. Spory zapis na rzecz Uniwersytetu w Sydney uczynił zmarły w 1880 roku kupiec John Henry Challis. Pięć lat po śmierci jego żony Henrietty (zmarła w 1884) Uniwersytet otrzymał zapisane pieniądze. Z pozyskanych w ten sposób funduszy utworzono m.in. katedrę prawa międzynarodowego (International Law and Jurisprudence). W 1890 roku pierwszym szefem katedry, a zarazem pierwszym dziekanem Sydney Law School został Pitt Cobbett. Po jego rezygnacji w 1910 roku dziekanem został John Peden.
W 1939 roku Sydney Law School miała 288 studentów. W pierwszych latach po zakończeniu II wojny światowej było ich ponad 1000, jednak w 1953 roku ich liczba spadła do 650.